# Apolline Traoré
Apolline Traoré est une cinéaste et productrice burkinabé.  En 2004, elle réalise son premier long-métrage intitulé Sous la clarté de la lune. Elle est connue pour ses films tels que Desrances, lauréat du prix du meilleur décor au FESPACO 2019, et Sira, médaillé d'argent au FESPACO 2023.

## Biographie

### Enfance et études
Née à Ouagadougou d'un père diplomate. La profession de son père la fait parcourir le monde. À 17 ans, la famille s'installe aux États-Unis et elle étudie à l 'Emerson Collège de Boston, un établissement réputé dans les domaines de l''art  et de la communication,. Elle a deux sœurs et un frère.

### Carrière
Elle réalise plusieurs courts métrages dans les années 2000, notamment The Price of Ignorance (Le Prix de l’ignorance) en 2000, (sur la victime d’un viol à Boston, aux États-Unis) et Kounandi (La Personne qui porte chance) en 2003, sur une naine rejetée de tous. En 2024 , elle  produit son premier long métrage : Sous la clarté de la lune.
En 2005, elle retourne au Burkina Faso, et travaille avec le réalisateur Idrissa Ouédraogo. En 2008, elle réalise une série télévisée, Le Testament. Mais les longs métrages qui la font connaître sont Moi Zaphira en 2013, puis Frontières en 2018, un film récompensé par trois prix (prix CEDEAO du meilleur film ouest-africain sur l’intégration, prix Félix Houphouët-Boigny, prix Paul Robeson) en février 2017 au Fespaco, le festival international de cinéma de Ouagadougou,,.
En 2019, elle présente Desrances, son 4e long-métrage, au Fespaco et reçoit  le prix du meilleur décor. Outre le Fespaco, le film a reçu plusieurs prix et distinctions à l’international. En décembre 2019, le film a été primé trois fois au Festival international du film du Kerala en Inde,.
La même année (2019), ce 4e long-métrage  est distingué par trois prix aux Sotigui  Awards:  Sotigui du Meilleur plus Jeune Acteur Africain 2019 avec Nemlin Jemima Naomi, le Sotigui du Meilleur Acteur  du cinéma africain de la Diaspora et le Sotigui d'or 2019 qui sont revenus à l'acteur haïtien  Jimmy Jean-Louis,,,.
Au Bénin, ce film remporte le Grand Prix Buste d’or Paulin Soumanou Vieyra en 2019 lors des Rencontres cinématographiques et numériques de Cotonou (Recico).
En 2020, au Nigeria, Desrances est nommé dans 10 catégories à la 16e édition des  African Movie Academy Award AMAA 2020, et l’acteur principal, Jimmy Jean-Louis, est de nouveau distingué meilleur acteur,,.
En 2023, Sira, un long-métrage sur la lutte des populations contre le terrorisme dans le Sahel, est en compétition au Fespaco 2023 de Ouagadougou où il reçoit l'Etalon d'argent. Le film avait déjà remporté le Prix du public à la Berlinale 2023, en Allemagne. Le seul film burkinabè en compétition pour l’Etalon d’or de Yennenga au FESPACO 2023, a aussi remporté le prix spécial de l’ONG WaterAid.
En mai 2023, l’actrice principale, Nafissatou Cissé, remporte le Prix Galion d’Or de la Meilleure Actrice à la 2e  édition du Festival Master International Film Festival (MIFF 2023) de Yasmine Hammamet en Tunisie. Son prix lui a remis sur scène par Férid Boughédir, réalisateur, producteur, critique et universitaire tunisien.
En juillet 2025, elle rejoint l'Academie des Oscars classe 2025.

## Filmographie

### Courts métrages
- 2000 : Le Prix de l’ignorance (The Price of Ignorance)[22]
- 2003 : Kounandi (Moyen-métrage 49 min)

### Séries télés
- 2005 : Mounia et Rama[23]
- 2009 : Le Testament  (Série télé dramatique. 1re saison 26 épisodes diffusée sur la  RTB
- 2009 : M’pama fo
- 2010 : Le Testament (Série télé dramatique. 2e saison 26 épisodes diffusée sur la RTB, CFI et TV5
- 2014 : Eh les Hommes, Eh Les Femmes ! (100 épisodes)

### Longs métrages
- 2004 : Sous la clarté de la lune (ht) (1 h 30 min)
- 2013 : Moi, Zaphira[24]  (fiction, 1 h 45 min)
- 2017 : Frontières  (fiction, 1 h 30 min)
- 2019 : Desrances
- 2023 : Sira[25]

## Prix et distinctions
Apolline Traoré a plusieurs distinctions pour son engagement pour la culture et la cause des femmes.
- Lauréate du Prix Micheline Vaillancourt / Vues d’Afrique au Canada
- et du Prix Pan African Film Festival à Los Angeles avec Kounandi[22]
- Lauréat prix jury Fespaco 2001 avec le Documentaire Symbole burkinabè (2001)
- Lauréat prix du public au Fespaco 2001 avec Le prix de l’ignorance (The Price of Ignorance)
- Meilleure musique de film au Fespaco 2005 avec le film Sous la Clarté de la Lune
- Prix Point Afrique de l’intégration culturelle avec le film Sous la Clarté de la Lune
- Sélection Officielle Vue d’Afrique (Canada), Sélection Officielle Ecrans Noirs à Yaoundé (Cameroun), Sélection Officielle au festival Cape Town International film festival (Afrique du Sud) avec le film Sous la Clarté de la Lune
- Prix de la meilleure série à Vues d’Afrique 2010 avec la 1ère saison de la série TV Le Testament
- Prix de la meilleure série à Vues d’Afrique 2010 avec la 1ère saison de la série TV Le Testament
- Prix de la meilleure traduction en langue africain et Prix de la meilleure image Sélection Officielle au festival Africa Movie Academy Awards (AMAA)
- Prix de la meilleure actrice féminine du Fespaco avec Moi Zaphira
- Sélection Officielle et Prix du meilleur long-métrage avec Moi Zaphira au festival Vues d’Afrique au Canada
- Sélection Officielle et Prix du meilleur long-métrage avec Moi Zaphira au festival Vues d’Afrique au Canada

- Elle a reçu la Médaille pour le combat des femmes dans le cinéma au Festival de Luxor.

- Elle est distinguée, en 2019, Chevalier de l’ordre du mérite, des arts, des lettres et de la communication avec agrafe cinématographie.

- En 2020, elle est installée Ambassadrice du Musée National du Burkina Faso[26],[27].

- Mars 2022, elle reçoit un trophée d'honneur pour l'ensemble de sa carrière au Luxor African Film Festival en Egypte [28],[29].
- 2023: Prix du public à la Berlinale 2023 pour Sira[30].
- 2023 : Etalon d'argent pour Sira au Fespaco 2023.
- 2023 : Prix de la meilleure réalisatrice[31] avec le film Sira aux AMAA au Nigeria
- 2023 : Prix du meilleur son avec le film Sira aux AMAA au Nigeria[32]
- 2023: Grand Prix World Cinéma Exchange Award à Amsterdam avec le film Sira[33]
- 2023: Meilleure réalisatrice au UrbanWorld Film Festival à New-york avec son film Sira[34]
- 2023: Meilleure film étranger avec le film Sira au UrbanWorld Film Festival à New-York[35],[36]
- 2023: Prix du public avec le film Sira au Festival International du Film d'Images pour Femmes(IIFF) au Zimbabwe 2023 [37]
- 2024: Bantou d'argent et meilleur scénario au festival Bangui en Centrafrique[38]